# Littleton (Massachusetts)
Littleton es un pueblo ubicado en el condado de Middlesex en el estado estadounidense de Massachusetts. En el Censo de 2010 tenía una población de 8.924 habitantes y una densidad poblacional de 196,68 personas por km².

## Geografía
Littleton se encuentra ubicado en las coordenadas 42°32′9″N 71°29′26″O / 42.53583, -71.49056. Según la Oficina del Censo de los Estados Unidos, Littleton tiene una superficie total de 45.37 km², de la cual 42.79 km² corresponden a tierra firme y (5.69%) 2.58 km² es agua.

## Demografía
Según el censo de 2010, había 8.924 personas residiendo en Littleton. La densidad de población era de 196,68 hab./km². De los 8.924 habitantes, Littleton estaba compuesto por el 93.32% blancos, el 0.61% eran afroamericanos, el 0.11% eran amerindios, el 3.94% eran asiáticos, el 0% eran isleños del Pacífico, el 0.2% eran de otras razas y el 1.82% pertenecían a dos o más razas. Del total de la población el 1.36% eran hispanos o latinos de cualquier raza.